# Wereldvredesraad

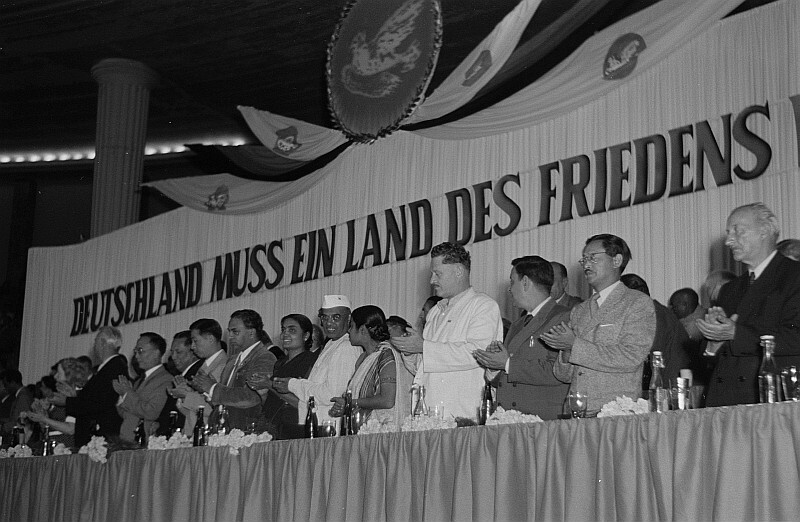
WPC Congress in Oost-Berlijn, 1952

De Wereldvredesraad (Engels: World Peace Council of WPC) is een internationale vredesbeweging, die als niet-gouvernementele organisatie deel uitmaakt van de Verenigde Naties. De raad werkt samen met UNESCO, UNCTAD, UNIDO en andere gespecialiseerde taken binnen de Verenigde Naties. Verder werkt de organisatie samen met de Afrikaanse Unie, de Arabische Liga, en de Organisatie van Niet-gebonden Landen.

## Geschiedenis
In augustus 1948 vond in Wroclaw in de Volksrepubliek Polen een Wereldcongres van Intellectuelen voor de Vrede plaats. Uit dit wereldcongres kwam een permanent comité voort dat in 1950 verderging als Wereldvredesraad, ter promotie van kernwapenontmanteling en vreedzame co-existentie.
De eerste voorzitter was de Franse atoomgeleerde en communist Frédéric Joliot-Curie. De Wereldvredesraad was een communistische frontorganisatie en werd aangestuurd door de internationale afdeling van het Centraal Comité van de Communistische Partij van de Sovjet-Unie. De organisatie was van de late jaren 40 tot de jaren 80 betrokken bij verschillende vredesprotesten, maar vanaf de jaren 60 verminderde de invloed van de raad door de opkomst van de New Left-bewering, die op een grotere afstand van de Sovjet-Unie stond.
In 1966 trok de Volksrepubliek China zich terug uit de raad als gevolg van het rode schisma. In 1971 telde de raad ongeveer 600 leden uit 104 landen. De raad richtte zich vooral sterk op gebieden in West-Europa waar de Verenigde Staten militaire installaties bouwde tijdens de Koude Oorlog. Ook voerde de raad actie tegen de Vietnamoorlog.
De raad kreeg geregeld kritiek te verwerken vanwege zijn steun aan de Sovjet-Unie. De raad zou gesteund worden door de Sovjet-Unie om buitenlandse vredespropaganda te verspreiden. In totaal zou 90% van de financiering van de raad van de Sovjet-Unie komen.
Na de val van het communisme viel in 1989 de financiering door de Sovjet-Unie weg. De wereldvredesraad viel uiteen zodat enkel een kleine kerngroep overbleef. In de jaren 90 verhuisde de raad van haar oude hoofdkwartier in Helsinki naar Griekenland. In mei 2004 werd in Athene een wereldcongres gehouden door de raad, waar 100 vredesbewegingen aan deelnamen. In 2008 vond een congres plaats in Venezuela.

## Presidenten
- Frédéric Joliot-Curie (1950–1958)
- John Desmond Bernal (1959–1965)
- Isabelle Blume (1965–1969)
- Romesh Chandra (Secretaris-Generaal in 1966-1977; President in 1977-1990), daarna benoemd tot ere-president
- Evangelos Maheras (1990–1993)
- Albertina Sisulu (1993–2002)
- Prof Niranjan Singh Maan (Secretaris-Generaal)
- Orlando Fundora López (2002–2008)
- Socorro Gomes (verkozen april 2008)

## Prijzen
Sinds de jaren 50 van de 20e eeuw heeft de wereldvredesraad meerdere prijzen ingevoerd om individuen of organisaties die zich inzetten voor de vrede te belonen.
De prijzen zijn als volgt:
- International Peace Prize ingevoerd tijdens het eerste congres van de raad in april 1949. De prijs werd toegekend in de categorieën kunst, literatuur, film en industrieel werk.[10] In 1951 werd de prijs gesplitst in drie individuele prijzen:[11]
  - International Peace Prize, voor het laatst uitgereikt in 1957.[10]
  - Honorary International Peace Prize, voor postume uitreikingen.
  - Medal of Peace, in 1959 hernoemd naar Joliot-Curie Medal of Peace,[10] ter ere van Frédéric Joliot-Curie, die tot zijn dood in 1958 de wereldvredesraad had geleid.
- Ho Chi Minh Award, een leiderschapsprijs ingesteld ter ere van Hồ Chí Minh.
- Amilcar Cabral Award, ingesteld in 1973 ter ere van Amílcar Cabral, voor bijdragen in de strijd tegen het imperialisme en kolonialisme.[12][13]

## Tijdschriften
De raad bracht oorspronkelijk twee tijdschriften uit: New Perspectives en de Peace Courier. Tegenwoordig publiceert de raad nog maar 1 tijdschrift: Peace Messenger.